# Mary McGee (boxe anglaise)
Mary Ann McGee est une boxeuse professionnelle américaine née le 25 septembre 1986. Elle a notamment remporté le titre de championne des poids super-légers IBF.

## Carrière professionnelle
La carrière professionnelle de McGee commence le 20 mai 2005 en remportant une victoire par décision unanime en quatre rounds contre Jasmine Davis à Merrillville dans l'Indiana.
Après une série de 7 victoires, elle affronte l'invaincue Rita Figueroa. Le combat est interrompu et déclaré sans décision au quatrième round après un choc accidentel de têtes. McGee a par la suite remporté quatre combats avant d'affronter Tawnyah Freeman pour le titre vacant des poids légers féminins NABC le 19 octobre 2007 à l'hôtel Adam's Mark à Indianapolis dans l'Indiana. Elle s'impose par KO technique au cinquième round. Après avoir enregistré quatre autres victoires, McGee affronte Kristy Follmar pour le titre vacant WBC International des poids légers. Le combat a lieu le 25 avril 2009 au Civic Center de Hammond dans l'Indiana et voit la victoire de McGee qui conserve son titre WBC par décision majoritaire en dix rounds. Deux juges ont attribué le score de 97-93 en sa faveur et le troisième un match nul 95-95. Elle subit en revanche sa première défaite lors de son combat suivant par décision unanime en six rounds contre Brooke Dierdorff le 26 février 2010.
Par la suite, McGee remporte trois combats avant de perdre aux points en dix rounds face à Holly Holm pour les titres IBA et WBF des poids super-légers le 12 mai 2013, à Albuquerque. Les trois juges ont donné un score de 100–90 en faveur de Holm.
Elle affronte ensuite Érica Farías, championne des poids légers WBC et invaincue, pour son premier combat mondial majeur. McGee perd aux points sur décision unanime. Les cartes de pointage des juges indiquent 100–90, 98–90 et 98–91.
Mary McGee remporte ses cinq combats suivants et obtient une seconde opportunité de remporter un titre mondial majeur contre Ana Esteche le 5 décembre 2019 au Terminal 5 de New York. Cette fois-ci, elle gagne par arrêt de l'arbitre au dixième et dernier round et remporte ainsi le titre vacant des poids super- légers IBF.
Après une défense victorieurse de cette ceinture IBF contre Deanha Hobbs, McGee tente de réunifier les ceintures IBF et WBF face à Chantelle Cameron à l'O2 Arena de Londres, en Angleterre, le 30 octobre 2021 mais elle perd par décision unanime.